# Virgínia Flores
Virgínia Osório Flores (Santa Maria, 6 de outubro de 1954) é uma cineasta brasileira. Virgínia começou sua carreira cinematográfica em 1974 como continuísta e assistente de direção. A partir de 1983, passou a trabalhar como assistente de montagem e editora de som, tendo realizado esta última função em mais de 30 longa-metragens. Em 1986 realiza seus primeiros filmes como montadora, o curta-metragem Tim Maia de Flávio Tambellini e e Alice na Cidade Maravilhosa, de Alvarina de Souza Silva. Em 1988, formou-se técnica de som pela National Film Board of Canada. 
No ano 1996 monta o longa-metragem Pequeno Dicionário Amoroso de Sandra Werneck, e recebe o prêmio de Melhor Montagem no Festival de Brasília. No ano seguinte, volta a receber o mesmo prêmio, agora com Miramar de Júlio Bressane. Como diretora, produziu o curta metragem “Na Trilha do bonde” com materiais de arquivo pertencentes ao Museu de Arte Moderna do Rio de Janeiro, com patrocínio da Petrobras no ano de 2009, recebendo os prêmios de Melhor Trilha Sonora no RECINE e Menção Honrosa no CineSul de 2011.
Virgínia Flores é graduada em Desenho Industrial pela Pontifícia Universidade Católica do Rio de Janeiro (1999), mestre em Música pela Universidade Federal do Rio de Janeiro (2006), com trabalho sobre a utilização do som no cinema, e Doutorado em Multimeios pela Universidade Estadual de Campinas (2013), sobre o som fora do quadro imagético, no cinema moderno e pós-doutora em Cinema pelo PPGCine da UFF com a pesquisa "Alberto Cavalcanti e as bases para um desenho sonoro", concluído no ano de 2020.  Em setembro de 2013, lançou o livro "O cinema, uma arte sonora" pela Annablume Editora. Atualmente é professora no curso de Cinema e Audiovisual da Universidade Federal da Integração Latino-Americana.

## Filmografia
- Direção

Na Trilha do Bonde (2011)
- Edição de Som

Eu Sei que Vou Te Amar (Arnaldo Jabor, 1986)
Sonho sem Fim (Lauro Escorel, 1985)
O Cinema Falado (Caetano Veloso, 1986)
Baixo Gávea (Haroldo Marinho Barbosa, 1986)
Tim Maia (Flávio Tambellini, 1986)
Alice na Cidade Maravilhosa (Alvarina de Souza Silva, 1987)
Ele, o Boto (Walter Lima Jr., 1987)
Ópera do Malandro (filme) (Ruy Guerra, 1987)
Luzia Homem (filme)(Fábio Barreto, 1988)
Amor Vagabundo (Hugo Cavana)
Carlota Joaquina, Princesa do Brazil(Carla Camurati, 1995)
O Quatrilho (Fábio Barreto, 1985)
Menino Maluquinho - O Filme (Helvécio Ratton, 1995)
Baile Perfumado (Paulo Caldas, Lírio Ferreira, 1996)
Tieta do Agreste (filme) (Cacá Diegues, 1996)
O Homem que enfrentou o Diabo (Moacyr Góes, 2007)
Cleopatra (Júlio Bressane, 2007)
Nome Próprio (Murilo Sales, 2007)
- Montagem

Tim Maia (Flávio Tambellini, 1986)
Alice na Cidade Maravilhosa (Alvarina de Souza Silva, 1987)
Pequeno Dicionário Amoroso (Sandra Werneck, 1996)
Miramar (Júlio Bressane, 1995)
São Jerônimo (Júlio Bressane, 1998)
Uma Aventura do Zico (Antonio Carlos da Fontoura, 1998)
Bela Donna (Fábio Barreto, 1998)
Dias de Nietzsche em Turim (Júlio Bressane, 2001)
Filme de Amor (filme) (Júlio Bressane, 2003)
O Caso Morel (Sheila Feital, 2006)
As duas Irenes (Fabio Meira, 2017)
Pasajeras (Fran Rebelatto, 2022)
Tia Virgínia (Fabio Meira, 2023)
- Assistente de Produção e Continuísta

Gargalhada Final (Xavier Oliveira, 1975)
O Vampiro de Copacabana (Xavier Oliveira, 1976)
Simbad, o Marujo Trapalhão (JB Tanko, 1976)
O Trapalhão no Planalto dos Macacos (JB Tanko, 1976)
O Cortiço (1978) (Francisco Ramalho JR, 1978)
O Beijo no Asfalto (1980) (Bruno Barreto, 1980)
Prova de Fogo (1980) (Marco Alberg)
Garota Dourada
As Sete Vampiras
Águia na Cabeça
Nunca Fomos tão Felizes

## Prêmios
- Melhor Montagem no 29o Festival de Brasília, pelo filme Pequeno Dicionário Amoroso (Sandra Werneck, 1996)
- Melhor Montagem no 30o Festival de Brasília pelo filme Miramar (Júlio Bressane, 1997) Prêmio Vitae de Artes para escrever pesquisa sobre o som no cinema (2004)
- Prêmios de Melhor Trilha Sonora no RECINE pelo seu filme "Na trilha do Bonde" (2011) Menção Honrosa no CineSul pelo filme "Na trilha do bonde (2011).